# Église Saint-Roch de Naples
L'église Saint-Roch est une église de Naples du quartier de Ponticelli (dans la partie orientale de la ville), sise via Luigi Crisconio.

## Histoire
L'église est fondée en 1578 à l'emplacement d'une chapelle construite en 1528, dédiée à saint Roch, qui en son temps soigna les pestiférés dans différentes régions d'Italie et en mourut. L'église est élevée au statut d'église paroissiale en 1943 et restaurée en 1977.

## Description
La petite église présente un portail de piperno et une façade simple présentant un fronton à la grecque soutenu de deux lésènes. On remarque un panneau de majolique représentant le saint titulaire avec son chien, symbole de fidélité.
L'intérieur est à nef unique avec un maître-autel de marbre et une remarquable statue de bois du XVIIIe siècle représentant saint Roch, dont les scènes de la vie sont illustrées sur les parois.

## Source de la traduction
- (it) Cet article est partiellement ou en totalité issu de l’article de Wikipédia en italien intitulé « Chiesa di San Rocco (Napoli) » (voir la liste des auteurs).